# Micarea viridileprosa
Micarea viridileprosa är en lavart som beskrevs av Brian John Coppins och van den Boom. Micarea viridileprosa ingår i släktet Micarea, och familjen Pilocarpaceae. Arten är reproducerande i Sverige.